# العلاقات الكرواتية الفنلندية
العلاقات الكرواتية الفنلندية هي علاقات خارجية بين كرواتيا و‌فنلندا. اعترفت فنلندا بكرواتيا في 2 يوليو 1941. قطعت فنلندا العلاقات الدبلوماسية في 20 سبتمبر 1944. أعادت فنلندا الاعتراف بكرواتيا في 17 يناير 1992. أعاد البلدان إقامة العلاقات الدبلوماسية في 19 فبراير 1992. كرواتيا لديها سفارة في هلسنكي. لدى فنلندا سفارة في زغرب وثلاث قنصليات فخرية (في رييكا و‌سبليت و‌زغرب). وكلا البلدين عضوان كاملان في الاتحاد الأوروبي. انضمت كل من فنلندا إلى الاتحاد الأوروبي في عام 1995، وانضمت كرواتيا إلى الاتحاد الأوروبي في عام 2013.

## السفارات
تقع سفارة كرواتيا في هلسنكي، فنلندا. تقع سفارة فنلندا في زغرب، كرواتيا.